# Abosso (Schiff, 1935)
Die Abosso (II) war ein 1935 in Dienst gestelltes Passagierschiff der britischen Reederei Elder Dempster & Company, das Passagiere und Fracht von Großbritannien nach Südafrika und zurück beförderte. Am 29. Oktober 1942 wurde die uneskortierte Abosso auf dem Weg nach Liverpool etwa 1090 Kilometer nordwestlich der Azoren von dem deutschen U-Boot U 575 versenkt. 362 Passagiere und Besatzungsmitglieder kamen dabei ums Leben.

## Das Schiff
Das 11.300 BRT große Motorschiff Abosso wurde 1935 auf der traditionsreichen Werft Cammell, Laird & Company in der englischen Hafenstadt Birkenhead gebaut. Die Abosso lief am 19. Juni 1935 auf dem River Mersey vom Stapel und wurde am 8. September desselben Jahres fertiggestellt. Ihr Eigner war die 1852 als African Steamship Company gegründete Reederei Elder Dempster & Company Limited, die sich auf den Passagier- und Frachtverkehr zu den Vereinigten Staaten und Kanada, aber auch zu exotischen Orten wie Nordafrika, der Karibik, den Kanarischen Inseln und Indien spezialisiert hatte.
Sie war das zweite Schiff dieses Namens nach der 1912 in Dienst gestellten 7.782 BRT großen Abosso, die am 24. April 1917 bei Fastnet Rock von dem deutschen U-Boot U 43 auf einer Überfahrt nach Liverpool versenkt worden war. Dabei waren 65 Menschen getötet worden. Die zweite Abosso war 139,29 Meter lang, 19,81 Meter breit und hatte einen maximalen Tiefgang von 9,75 Metern. Ihre zwei Dieselmotoren leisteten 7.200 PS und erlaubten eine Geschwindigkeit von 15 Knoten (27,8 km/h). Die Passagierkapazität lag bei 251 Passagieren der Ersten, 74 der Zweiten und 332 der Dritten Klasse.

## Versenkung
Am Sonnabend, dem 10. Oktober 1942 legte die Abosso in Kapstadt unter dem Kommando von Kapitän Reginald William Tate zu einer Überfahrt als Truppentransporter nach Liverpool ab. Für eine Überfahrt als Einzelfahrer war die Abosso mit einer Höchstgeschwindigkeit von 15 Knoten eigentlich zu langsam und hätte im Konvoi fahren müssen. Der niederländische U-Boot-Kommandant Luitenant ter zee der 1e klasse Henry C. J. Coumou warnte ausdrücklich davor und weigerte sich ursprünglich, die Abosso den langen gefährlichen Weg als Einzelfahrer zurücklegen zu lassen. Er konnte sich allerdings gegenüber den britischen Behörden nicht durchsetzen und die Abosso musste die Reise schließlich als Einzelfahrer antreten. An Bord befanden sich 162 Besatzungsmitglieder, 20 Artilleristen zur Verteidigung des Schiffs und 210 Passagiere (darunter 149 Militärs, 44 Internierte und 17 Zivilisten, davon zehn Frauen mit Kindern), insgesamt 392 Menschen. Zur Ladung zählten 3000 Tonnen Wolle und Postsäcke.
Unter den Passagieren befand sich eine 34-köpfige niederländische U-Boot-Besatzung, die das neu gebaute U-Boot Haai übernehmen sollte. Dieses Boot war als Varne für die Royal Navy gebaut und der niederländischen Marine überlassen worden, die es im April 1943 in Dienst stellen wollte (nach dem Verlust der niederländischen Besatzung durch die Versenkung der Abosso wurde das Boot schließlich von der norwegischen Marine als Ula in Dienst gestellt). Auch 44 neu ausgebildete Piloten der 23. Service Flying Training School in Bulawayo (Südrhodesien) waren an Bord.
Die Fahrt verlief zunächst ruhig. Am Donnerstag, dem 29. Oktober 1942, wurde das uneskortierte Passagierschiff etwa 1.090 Kilometer nordwestlich der Azoreninsel Terçeira von U 575 gesichtet. U 575 war ein deutsches U-Boot des Typs VII C, das sich unter dem Kommando des 28-jährigen Kapitänleutnants Günther Heydemann auf seiner sechsten Feindfahrt befand.
U 575 sichtete die Abosso um 14:33 Uhr MEZ aufgetaucht mit knappestem Brennstoffbestand auf dem Weg zu einem Treffen mit einem Versorger und musste das Vorsetzmanöver so sparsam wie möglich fahren. Spätestens gegen 22:00 Uhr MEZ hätte die Verfolgung abgebrochen werden müssen, um die Möglichkeit zu behalten, den Versorger zu treffen. Kurz nach 22:00 Uhr MEZ staffelte U 575 mit äußerster Kraft heran, als die Abosso unverhofft auf U 575 zuzackte und Heydemann um 22:13 Uhr MEZ auf 1.200 Meter mit einem Vierer-Fächer zum Schuss kam, aus dem ein Torpedo die Backbordseite des Schiffs traf. Die Abosso stoppte und blieb mit zunehmender Schlagseite liegen. Da sie weiter schwamm, wurde um 22:29 Uhr MEZ ein Fangschuss abgegeben. Um 23:05 Uhr MEZ sank die Abosso über den Vorsteven. An der Untergangsstelle auf der Position 48° 30′ N, 28° 50′ W trieben zehn Kutter und 15 bis 20 Flöße, alle vollbesetzt mit Soldaten in Khaki-Uniform.
151 Besatzungsmitglieder, 18 Artilleristen und 193 Passagiere kamen beim Untergang ums Leben, darunter auch der Kapitän. Insgesamt starben 362 Menschen, darunter der deutsche Schriftsteller Ulrich A. Boschwitz. Luitenant Coumou, der vor der Überfahrt als Einzelfahrer gewarnt hatte, gehörte zu den Überlebenden.
Das Kriegsschiff Bideford der Royal Navy unter dem Kommando von Lieutenant Commander William Josselyn Moore fand am 2. November 1942 – 36 Stunden nach der Versenkung – das Rettungsboot Nr. 5. Es war während des Untergangs der Abosso abgestürzt und leckgeschlagen. Trotzdem war es noch schwimmfähig und konnte während der Nacht mit anderen Rettungsbooten Kontakt halten. Es enthielt 31 Menschen (zwölf Besatzungsmitglieder, zwei Artilleristen und 17 Passagiere, davon drei Zivilisten). Dies waren die einzigen Überlebenden des Untergangs der Abosso. Die Bideford brachte sie nach Londonderry. Nur eine der zehn Frauen an Bord überlebte den Angriff.